# Barri del Pedró (Pals)
El Barri del Pedró és un barri del municipi de Pals (Baix Empordà) declarat bé cultural d'interès nacional.

## Descripció
El nucli medieval de Pals és situat al capdamunt de la població, i correspon al barri anomenat el Pedró, que conserva força vestigis del seu passat en edificis del carrer Major i d'altres carrers. Però els elements més sobresortints són l'antic recinte murallat, la Torre de les Hores i l'església de Sant Pere.
De l'antic castell de Pals només n'ha restat la torre major, o Torre de les Hores, de planta circular, bastida sobre un pòdium de roca natural. Interiorment té dos pisos coberts amb voltes semiesfèriques. La porta principal, ara inaccessible, és d'arc de mig punt i resta a mitjana alçada de la torre. Va ser construït a la darreria del període romànic (segles xii-xiii). Al segle xv s'hi afegí un petit campanaret gòtic, en forma de triangle i amb dos pisos d'arcs apuntats, per la qual cosa se l'anomena Torre de les Hores.
El recinte murallat de Pals és un dels més ben conservats de l'Empordà. El seu traçat es manté pràcticament íntegre, i només alguns pocs trams han estat transformats o enderrocats, especialment a la banda de llevant i de migdia, que és per on s'ha estès la vila. Es conserven sis torres de planta rectangular: la d'en Ramonet (NW), la d'en Rom (que dona al mirador amb la creu de terme), la d'en Xinel·lo (com l'anterior, al mur nord, el més ben conservat), la de l'Hospital (NE, reconstruïda durant les darreres restauracions), i dues més al sector S i SE, tram en el qual hi ha un dels accessos principals, obert al segle xviii.
L'església de Sant Pere és documentada des del 994, però l'edifici actual, d'una nau amb absis semicircular a l'exterior i poligonal a l'interior, és gòtic. Es va aprofitar el frontis romànic, datat al tombant dels segles xii-xiii, i del qual es pot veure una finestra d'arc de mig punt de doble esqueixada i la base del campanar d'espadanya. En la façana s'obrí un rosetó gòtic amb calats i, més tard, un portal barroc, amb llinda i frontó trencat i una fornícula amb la imatge de Sant Pere.
La nau, que devia construir-se amb pedra procedent del castell (l'enderroc del qual fou autoritzat pel rei Joan II el 1478, atès el seu estat de ruïna), és coberta amb volta de creueria de tres trams. Al costat nord li foren afegides dues capelles (una al segle XVI-XVII i l'altra al xviii) i una sagristia. El cor, situat als peus de la nau, és una obra gòtica tardana (segle xvi).
Tots els edificis del nucli vell de Pals són fets amb pedra sorrenca, de color d'albercoc, fet que contribueix a donar unitat a les construccions d'èpoques diverses. El conjunt ha estat molt restaurat.

## Història
El primer esment de Pals és del 889, en un document que diferencia entre la vila de Pals i el seu castell, anomenat de Mont Aspre (denominació que comença a ser substituïda per la de castell de Pals el 1062). La senyoria de la població pertangué alternativament a famílies nobiliàries, al bisbat de Girona i a la corona.